# Estel Solé i Casadellà
Estel Solé i Casadellà   (Molins de Rei, 1 de gener de 1987) és una actriu i escriptora catalana. És coneguda pel seu paper a la sèrie La Riera de TV3.
Ha treballat en teatre, cinema i televisió, i ha fet de col·laboradora radiofònica a la Cadena SER i Catalunya Ràdio i d'articulista d'opinió a Vilaweb. A més, des de molt jove Solé s'ha dedicat a escriure. El seu debut literari va ser amb el poemari Dones que somiaven ser altres dones, que va guanyar el Premi Amadeu Oller el 2011. L'any 2013 debuta com a dramaturga amb l'obra Animals de companyia, que, després de representar-se en domicilis particulars, fa una gira internacional per l'Amèrica Central i finalment s'instal·la al Club Capitol de Barcelona durant dues temporades.
En el camp de la novel·la, Solé ha publicat Si no puc volar (2016) i va guanyar el XLV Premi Ramon Llull amb Aquest tros de vida (2025). Aquesta última obra, que tracta temes com la precarietat laboral i la conciliació familiar, va ser elogiada pel jurat per la seva veu literària distintiva.

## Vida personal
Es va casar amb el creador de la sèrie La Riera de TV3, David Plana, amb qui va tenir dos fills. El 2024 es van divorciar, un fet que li va provocar un trauma profund que li va fer pensar en el suïcidi, i ho feu públic el febrer de 2025 per sensibilitzar i agrair el servei del telèfon del suïcidi.

## Llibres publicats
- 2011 - Dones que somiaven ser altres dones (Edicions Galerada) (poesia)[6]
- 2013 - Si uneixes tots els punts amb il·lustracions de Paula Bonet (Edicions Galerada) (poesia)
- 2016 - Animals de companyia (Editorial Comanegra) (teatre)
- 2016 - Si no puc volar (Rosa dels Vents)

## Premis i reconeixements
- 1997 - Accèssit al Premi de Narrativa Literària Mercè Rodoreda per Estranya guineu de setembre
- 2003 - Accèssit als Premis de Poesia Mateu Janés-Montserrat Pujol[7]
- 2011 - Premi Amadeu Oller, per Dones que somiaven ser altres dones
- 2025 - Premi de les Lletres Catalanes Ramon Llull,[8] per Aquest tros de vida[9]